# Synomelix albipes
Synomelix albipes là một loài tò vò trong họ Ichneumonidae.